# Kopparbergsbrigaden

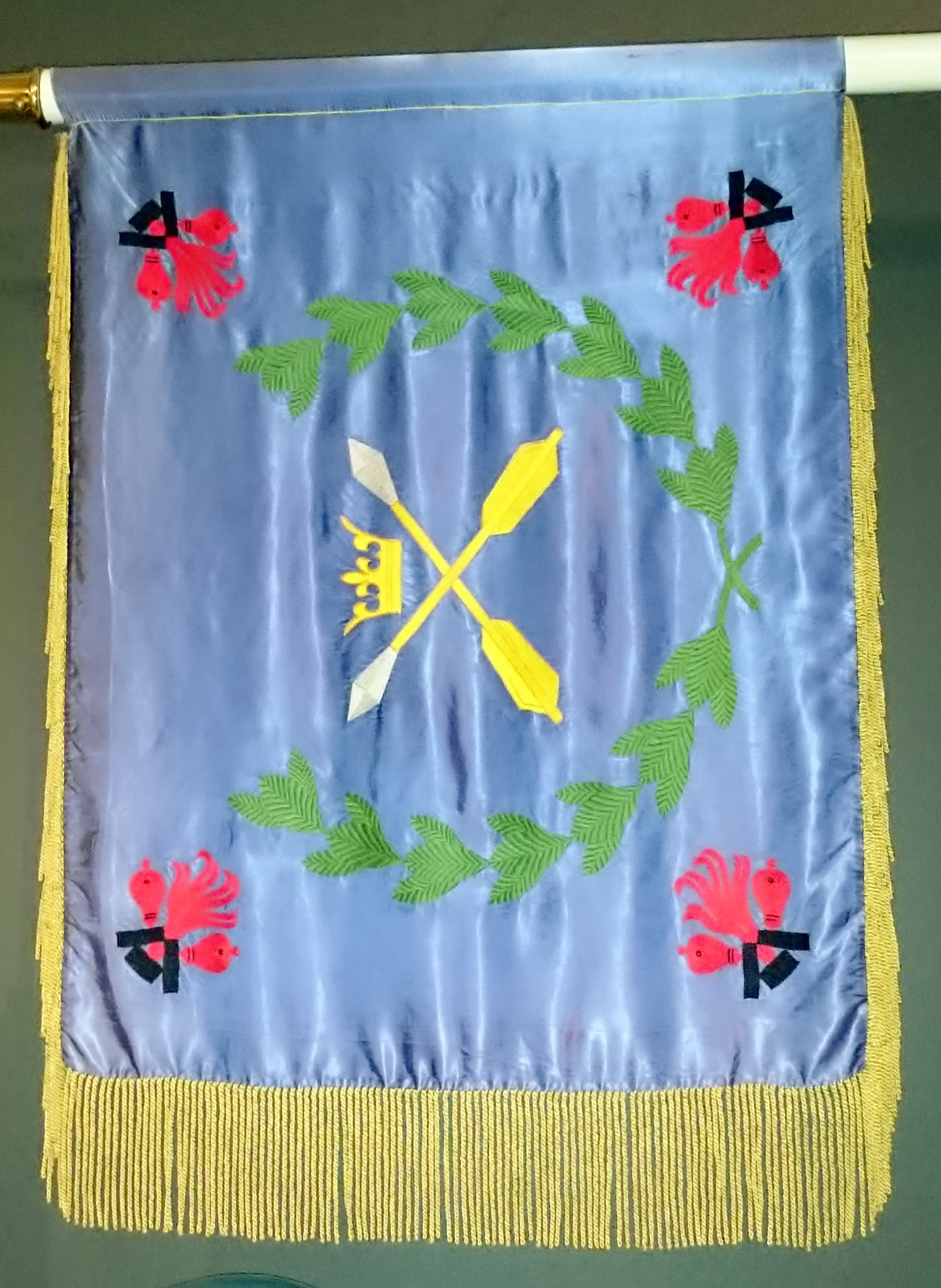
Kopparbergsbrigadens standar.

Kopparbergsbrigaden (IB 43) var en infanteribrigad inom svenska armén som verkade i olika former åren 1949–1992. Förbandsledningen var förlagd i Falu garnison i Falun.

## Historik
Genom försvarsbeslutet 1948 beslutades att arméns fältregementen skulle omorganiseras och anta en brigadorganisation. Bohusbrigaden sattes upp åren 1949–1951 vid Dalregementet (I 13) genom att fältregementet Kopparbergs regemente (I 43) omorganiserades till brigad. Genom försvarsutredning 1988 kom Kopparbergsbrigaden att upplösas som brigad den 30 juni 1992. Kopparbergsbrigaden avvecklades dock ej i sin helhet, utan kom att den 1 juli 1992 bilda en så kallad svartbrigad, reducerades till Försvarsområdesstridsgrupp,eller mer korrekt försvarsområdesstridsgrupp, med namnet "43. fostridsgruppen ÖN", och verkade fram till 1995.

## Verksamhet
Huvuddelen av brigaden grundutbildades vid Dalregementet (I 13). Brigaden genomgick förbandstyperna IB 49, IB 59, IB 66, IB 66R och IB 66M. Genom försvarsbeslutet 1972 kom brigaden att bli Dalregementets sekundära brigad, detta då den inte upptogs till brigadorganisationen IB 77. Efter att brigaden upplöstes, kom delar av brigaden att 43. fostridsgruppen ÖN. Den stora skillnaden låg i att av brigadens förband var det enbart de tre infanteriskyttebataljonerna som kvarstod i försvarsområdesstridsgruppen.

### Organisation
Brigadens hade nedan organisation, Infanteribrigad 66, där infanteribataljonerna utbildades vid Dalregementet.

- 1x brigadledning
- 1x infanterispaningskompani
- 3x infanteriskyttebataljoner
  - 4x skyttekompanier
  - 1x tungt granatkastarkompani
  - 1x trosskompani
- 1x infanteripansarvärnskompani
- 1x stormkanonkompani
- 1x infanteriluftvärnskompani
- 1x infanterihaubitsbataljon
- 1x infanteriingenjörsbataljon
- 1x infanteriunderhållsbataljon

## Förbandschefer
- 1949–1992: ???

## Namn, beteckning och förläggningsort
| Kopparbergsbrigaden | 1949-10-01 | – | 1992-06-30 |

| IB 43 | 1949-10-01 | – | 1992-06-30 |

| Falu garnison (F) | 1949-10-01 | – | 1992-06-30 |